# وقواق (جنس)
الوَقْوَاق أو الوَقْوَق (الاسم العلمي: Cuculus) هو جنس من الطيور يتبع فصيلة طيور الوقواق من رتبة الواقواقيات.

## أنواع الوقواق
- وقواق سميك المنقار
- وقواق أحمر الصدر
- وقواق أسود
- وقواق هندي
- وقواق شائع
- وقواق أفريقي
- وقواق الهيمالايا
- وقواق شرقي
- وقواق سوندا
- وقواق رمادي الرأس
- وقواق مدغشقري
- وقواق شاحب